# Hugo Montenegro
Hugo Montenegro, (New York, 1925. szeptember 2. – Palm Springs, 1981. február 6.) amerikai zenekarvezető, filmzeneszerző. Legismertebb munkái a „spaghetti western”-zenék, különösen Ennio Morricone főtémájának feldolgozása az 1966-os A Jó, a Rossz és a Csúf című filmből. Ő komponálta az 1969-es „Western Charro!” zenéjét is, amelyben Elvis Presley volt a főszereplő.
Montenegro 1925-ben született New Yorkban. Két évig szolgált az Egyesült Államok haditengerészeténél, főként a Newport Haditengerészeti Bázis zenekarának hangszerelőjeként a Rhode Island-i Newportban. A második világháború után a Manhattan College-ban zeneszerzést tanult, és saját tánczenekarát vezette.
Az 1950-es évek közepén irányította, vezényelte és hangszerelte Eliot Glen és Irving Spice zenekarát. 1957-ben jelentek meg az „Out In Colorado” és a „The Chosen Few” című dalai, amelyeket hamarosan kiadott a Jubilee Records.
Az 1970-es évek végén súlyos tüdőtágulás véget vetett zenei karrierjének, és 1981-ben belehalt a betegségbe.

## Albumok, filmek
- 1957: Loves Of My Life
- 1960: The 20th Century Strings Arranged And Conducted By Hugo Montenegro
- 1960: The 20th Century Strings Volume 1
- 1960-2000: Cha Chas For Dancing – Time Records – Series
- 1960: Bongos and Brass
- 1961: Montenegro Plays Dixie
- 1961-2000: Boogie Woogie + Bongos
- Great Songs From Motion Pictures Vol. 2 (1938–1944)
- Great Songs From Motion Pictures Vol. 3 (1945–1960)
- 1962: Hugo Montenegro In Italy
- (?) Overture–American Musical Theatre Vol. 2
- 1953-1960: Overture–American Musical Theatre Vol. 4
- 1964: Russian Grandeur (LP)
- 1965: Lush and Lovely Movietone
- 1965: Original Music From The Man From U.N.C.L.E.
- 1966: More Music From The Man From U.N.C.L.E.
- 1967: Music From Camelot
- 1967: Hurry Sundown (Original Soundtrack)
- 1967: Montenegro Brand - (20th Century Fox Records)
- 1968: Music From A Fistful Of Dollars, For A Few Dollars More & The Good, The Bad And The Ugly[5]
- 1968: Lady In Cement (Original Motion Picture Soundtrack Album) – (20th Century Fox Records)
- 1968: Magnificent Hugo Montenegro
- 1968: Hang 'Em High
- 1969: Moog Power
- 1969: Good Vibrations
- 1970: Colours of Love
- 1970-2003: Hugo Montenegro's Dawn of Dylan
- 1971: This Is Hugo Montenegro
- 1971: People... One To One
- 1971: Mammy Blue
- 1972: Love Theme From The Godfather[6]
- 1973: Neil's Diamonds
- 1973: Scenes & Themes
- 1973: Hugo Montenegro Plays A Neil Diamond Songbook
- 1974: Hugo In Wonder-Land
- 1975: Others By Brothers
- 1975: Movie scored, The Farmer (starring Gary Conway and Angel Tompkins)
- 1975: Rocket Man (A Tribute To Elton John)
- 1980: Big Band Boogie

- The Good The Bad And The Ugly – Hugo Montenegro & Orchestra